# Netznutzungsvertrag
Der Netznutzungsvertrag ist in der Energiewirtschaft ein standardisierter Vertrag zwischen einem Netznutzer und einem Netzbetreiber eines Elektrizitätsversorgungsnetz. Der Vertrag regelt die gegenseitigen Rechte und Pflichten der Vertragspartner im Zusammenhang mit der Nutzung eines Stromnetzes. Der Netznutzer ist dabei üblicherweise ein Lieferant, insbesondere größere Energieverbraucher schließen den Netznutzungsvertrag auch selber mit dem Netzbetreiber ab. Damit jeder Netznutzer diskriminierungsfrei Zugang zum Netz erhält, ist dieser Vertrag durch die Regulierung standardisiert.

## Begriffliche Abgrenzungen
Der Lieferantenrahmenvertrag ist ein spezieller Netznutzungsvertrag; er berechtigt zur Netznutzung an beliebigen, nicht vorab definierten Ausspeispunkten im Netz und wird von Lieferanten abgeschlossen, die Kunden im Netzgebiete eines Netzbetreibers beliefern wollen. In der Gaswirtschaft ist der entsprechenden Begriff der Ausspeisevertrag.

## Regulatorischer Hintergrund
Das Energiewirtschaftsgesetz – EnWG legt fest, dass  zur Ausgestaltung des Rechts auf Zugang zu Elektrizitätsversorgungsnetzen ein Netznutzungsvertrag abzuschließen ist. Die Stromnetzzugangsverordnung – StromNZV konkretisiert die Ausgestaltung dieses Vertrags. Durch einen Beschluss der Bundesnetzagentur wurde ein konkreter Text festgelegt. Dieser Text wurde vom Bundesverband der Energie- und Wasserwirtschaft formuliert.

## Regelungsgegenstände
Die Stromnetzzugangsverordnung – StromNZV schreibt folgende Regelungsgegenstände fest:
- Vertragsgegenstand
- Voraussetzungen der Netznutzung
- Leistungsmessung, Zählerstandsgangmessung und Lastprofilverfahren
- Zuordnung von Einspeise- oder Entnahmestellen zu Bilanzkreisen
- Abrechnung
- Datenverarbeitung
- Haftungsbestimmungen
- Voraussetzungen für die Erhebung einer Sicherheitsleistung in begründeten Fällen
- Kündigungsrechte